# Bitka za Mikolajiv
Bitka za Mikolajiv se je začela v noči na 26. februar 2022 kot del južnoukrajinske ofenzive med rusko invazijo na Ukrajino. Marca so bile ruske sile iz mesta pregnane, aprila pa so bile skoraj vse okoliške vasi ponovno pod ukrajinskim nadzorom.
Mikolajiv je strateško pomembno ladjedelniško mesto ob Črnem morju, ki je 4. marca »veljalo za naslednjo ključno postojanko ruskih sil na poti do Odese«. V mestu je edini stalni most čez reko Južni Bug.

## Uvod
V popoldanskih urah 26. februarja 2022 se je 12 ruskim tankom uspelo prebiti v Kahovko ob Dnepru in se usmeriti proti Mikolajivu. Vitalij Kim, guverner Mikolajivske oblasti, je izjavil, da ima mesto pet ur časa, da se pripravi na obkolitev, in pozval prebivalce, naj pripravijo barikade in se prostovoljno pridružijo obrambi mesta. Pripravljena je bila tudi artilerija in drugo orožje.

## Bitka

### Prvi napad
Okoli 18:52 so bili tanki že na obrobju mesta, župan pa je občanom ukazal, naj ostanejo doma in čim dlje od oken. Kmalu zatem so v mesto vstopile enote in približno deset minut pozneje se je začela bitka pri Južnem Bugu. Po nekaterih poročilih so se tanki »peljali skozi mesto«. Ruske sile so zavzele tudi Mikolajivski živalski vrt.
Po približno treh urah spopadov so ukrajinske sile pregnale ruske sile in čeprav naj bi nekateri ruski tanki obšli mesto, so se spopadi nadaljevali. Obsežne spopade so zabeležili v Korabelnijevem rajonu, na 6. ulici Slobidska in na Centralni aveniji.
Zgodaj zjutraj 27. februarja so ukrajinski uradniki sporočili, da so bile ruske sile pregnane iz mesta, Kim pa je na Telegramu objavil: »Mikolajiv je naš! Slava Ukrajini!« (Миколаїв наш! Слава Україні[!]). Posledično je bilo ujetih nekaj ruskih vojakov, mesto pa je bilo močno poškodovano.

### Drugi napad
28. februarja so ruske enote napredovale iz Hersona proti Mikolajivu, dosegle obrobje mesta in ob 11:00 po lokalnem času začele napad.
Po navedbah ukrajinskih uradnikov so ukrajinske sile 1. marca porazile rusko kolono v bližini mesta Baštanka severno od Mikolajiva. 2. marca so pri mestu Voznesensk, približno 80 km severno od Mikolajiva, pripadniki ukrajinske redne vojske, teritorialne obrambe in lokalni prostovoljci porazili še eno rusko kolono.
Ukrajinska vojna mornarica je 3. marca ali pred tem v pristanišču Mikolajiv potopila svojo edino fregato in zastavonošo ukrajinske mornarice, Hetmana Sahajdačnega. Tega dne je bila objavljena fotografija, na kateri je bila fregata delno potopljena v pristanišču. Ukrajinski obrambni minister je 4. marca potrdil, da je bilo plovilo Hetman Sahajdačni potopljeno, da bi preprečili, da bi ga zajele ruske sile.

### Ukrajinska protiofenziva
Kim je pozneje sporočil, da so bile ruske enote pregnane iz mesta, vendar so v protinapadu. Ukrajinski vojaki so ponovno zavzeli letalsko bazo Kulbakino. Župan Oleksandr Senkevič je dejal, da ruske enote napadajo mesto s severa, vzhoda in juga. Ukrajinske enote so držale en sam most, ki se razteza čez Južni Bug, po katerem bi ruske sile najlažje dosegle pristanišče v Odesi. Ruske sile so se bile pozneje prisiljene umakniti nazaj za mestne meje.
7. marca je bilo v ruskem zračnem napadu na vojašnico 79. zračne jurišne brigade ob 5:15 uri ubitih deset ukrajinskih vojakov, več deset pa jih je bilo ranjenih. Kim je kasneje izjavil, da so ukrajinske sile ponovno zavzele mednarodno letališče v Mikolajivu in da lahko civilisti zdaj zapustijo mesto. Ob 5:00 so ruske enote začele obstreljevati mesto in izstrelek Kalibr je zadel vojašnico, pri čemer je bilo ubitih osem vojakov, 19 jih je bilo ranjenih, še osem pa pogrešanih. Na vzhodu mesta so potekali hudi spopadi, na letališču pa je prišlo do tankovske bitke. Okoli večera se je obstreljevanje ustavilo, ukrajinske sile pa so izjavile, da so odbile ruski napad.
Kim je 11. marca trdil, da so ukrajinske sile potisnile ruske enote nazaj na vzhod za 15 km do 20 km in obkolile nekatere enote, ki so se pogajale o predaji. Dejal je, da so bile ruske sile, ki so napadle mesto, razmeroma šibke, vendar je opozoril, da bi močnejše sile zlahka zavzele mesto. Glavni zdravnik lokalne bolnišnice Aleksander Dimjanov je povedal, da je bilo med spopadom ranjenih 250 ukrajinskih vojakov in civilistov, od katerih jih je 12 umrlo.
Ruske sile so še vedno nadzirale vasi, oddaljene 20 km, in le reka Južni Bug je preprečevala obkolitev mesta. Senkevič je za The Guardian povedal, da so civiliste evakuirali po cesti, ki vodi v Odeso, in da so jih evakuirali približno 250.000.
Civilisti so med bitko na različnih delih mestnih ulic zlagali pnevmatike, da bi jih zažgali z molotovimi koktajli in skušali upočasniti ruske vojake, če bi ti vstopili v mesto, medtem ko bi ukrajinske enote ciljale njihove tanke. Guverner Mikolajivske oblasti Vitalij Kim je medtem organiziral obrambo in motiviral ljudi z videoposnetki, ki jih je objavljal na družbenih omrežjih. Sgt. Ruslan Koda, ki je poveljeval ukrajinskim silam, ki so branile letališče, je izjavil, da so ruske enote izvajale poskusne napade, da bi preverile ranljivosti v obrambi, pred njimi pa so pogosto letela nadzorna brezpilotna letala. Maj. Gen. Dmitrij Marčenko, ki je vodil obrambo mesta, je izjavil, da ukrajinske sile skušajo zlomiti moralo ruskih vojakov s konstantnim obstreljevanjem.
15. marca je Kim izjavil, da so ukrajinske sile potisnile ruske sile iz središča mesta in ponovno vzpostavile varnostne razmere.
18. marca naj bi ukrajinske sile pri Mikolajivu prebile ruske linije in jih potisnile nazaj v Hersonski rajon.
18. marca sta dve ruski raketi Kalibr, izstreljeni iz bližnjega Hersona ali Krima, zadeli vojašnico ukrajinske vojske 36. ločene mornariške brigade (s sedežem v Mikolajivu), ki se uporablja za usposabljanje lokalnih vojakov v severnem predmestju Mikolajiva. Napad se je zgodil ponoči, ko so vojaki spali na svojih ležiščih. Za alarm ni bilo dovolj časa, saj so bile rakete izstreljene preblizu Hersona. Belgijski časnik Het Laatste Nieuws je poročal, da sta mestna mrtvašnica in ukrajinska vojska navedla, da je bilo ubitih najmanj 80 ukrajinskih vojakov, njihova trupla pa so bila najdena.
Ukrajina je 8. aprila zatrdila, da v Mikolajivski oblasti ni skoraj nobenih ruskih sil več.

## Posledice in poznejši napadi
Kljub porazu so ruske sile do 16. aprila še naprej obstreljevale mesto. Sredi aprila je mesto izgubilo glavno oskrbo z vodo - poškodbe na cevovodu, ki dovaja svežo vodo iz reke Dneper. Prebivalci Mikolajiva so se zato morali zanašati na vodo iz rek in potokov ter na donacije iz sosednjih mest. Regionalna vojaška uprava Vitalija Kima je obljubila, da bo v naslednjih dneh oskrbo z vodo vrnila na polovico zmogljivosti: z uporabo vodnjakov, opreme za prečiščevanje vode in naprav za razsoljevanje. Obstreljevanje in napadi z manevrirnimi izstrelki so se nadaljevali, čeprav mesto ostaja pod ukrajinskim nadzorom.
Rusko obrambno ministrstvo je 5. maja trdilo, da so njegove rakete uničile veliko skladišče streliva v Mikolajivu.
Ukrajinske oblasti so 22. junija sporočile, da so ruske sile izstrelile sedem raket na Mikolajiv. Po podatkih ruskega obrambnega ministrstva je bilo v napadu ruskih letalskih in vesoljskih sil ubitih do 500 pripadnikov 59. motorizirane brigade v ladjedelnici Okean in uničen terminal za gorivo v mestu.
28. junija je obstreljevanje mesta poškodovalo osrednji mestni stadion in zapuščeno vojaško oporišče. 29. junija je ruska raketa zadela petnadstropno stanovanjsko stavbo, pri čemer je umrlo najmanj 8 ljudi, 6 pa je bilo ranjenih.

## Žrtve in vojni zločini
Olga Dierugina, direktorica forenzičnega inštituta v Mikolajivu, je agenciji France-Presse povedala, da so v njihovi mrtvašnici med bitko našli 120 trupel, od tega 80 vojakov in 30 civilistov. Med mrtvimi so bili tudi ruski vojaki.
12. marca sta bili bombardirani bolnišnica za zdravljenje raka in očesna klinika. 13. marca je Kim izjavil, da so Rusi bombardirali tovarno plinskih turbin. Kasneje je povedal, da je bilo v napadu ubitih devet ljudi.
Po poročanju časopisa The New York Times z dne 16. marca je bilo v mestni mrtvašnici 132 trupel.
29. marca je ruski raketni napad zadel sedež regionalne uprave v Mikolajivu. 37 ljudi je bilo ubitih, najmanj 33 pa ranjenih.